# بنزونیتریل
بنزونیتریل (به انگلیسی: Benzonitrile) با فرمول شیمیایی C۷H۵N یک ترکیب شیمیایی با شناسه پاب‌کم ۷۵۰۵ است. که جرم مولی آن ۱۰۳٫۰۴ g/mol می‌باشد. 